# 159. Division
Die 159. Division sind folgende militärische Einheiten auf Ebene der Division:

## Infanterie-Divisionen
- 159. Infanterie-Division (Wehrmacht)
- 159. Reserve-Division (Wehrmacht)
- 159ª Divisione fanteria “Veneto”
- 159. Schützendivision, 1941 beim VI. Schützenkorps der 6. Armee (Lwow)